# 변장

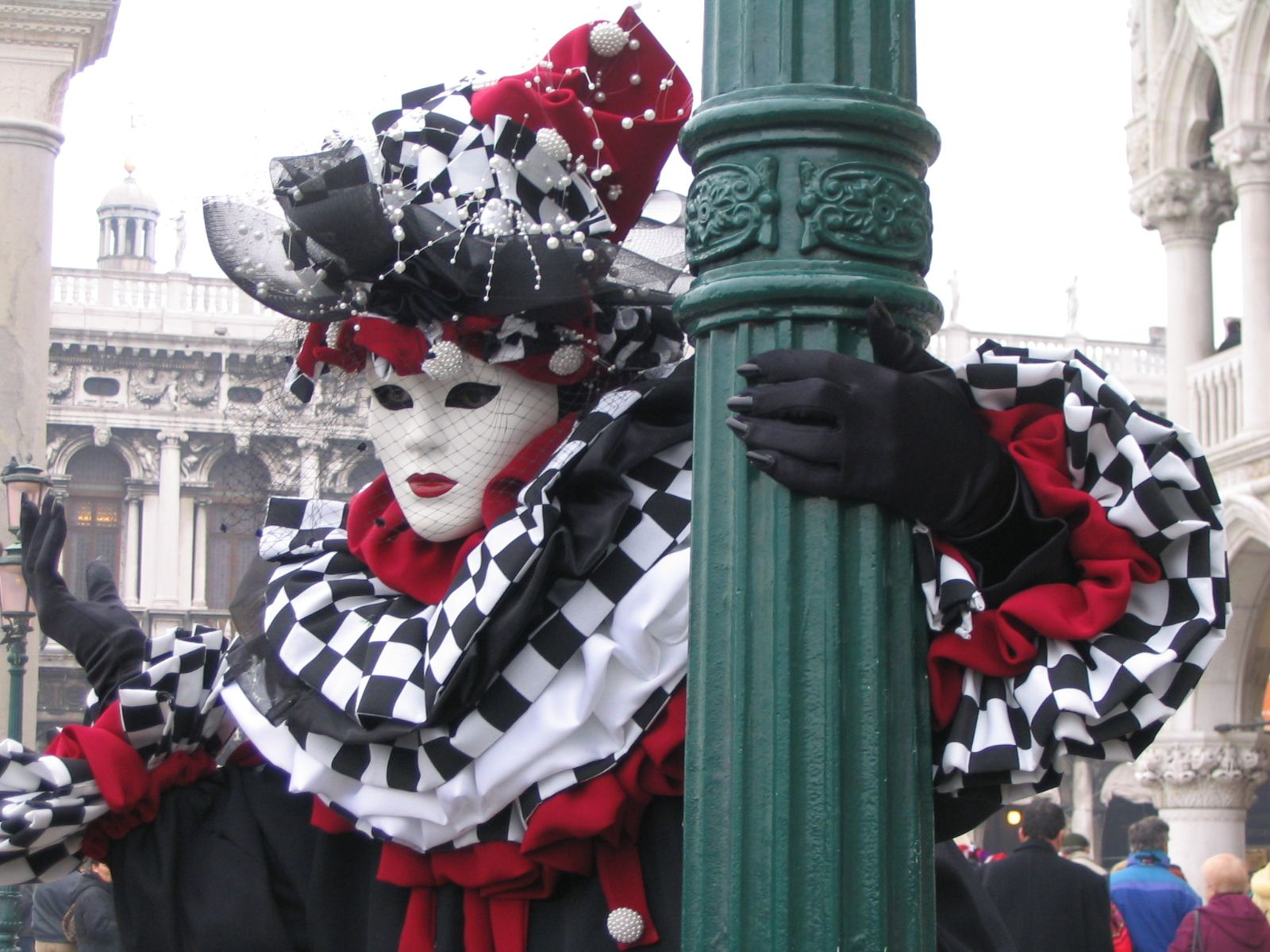

변장(變裝)은 어떤 목적으로든지 사람의 겉모습을 바꿔서 못알아보게 하는 일이다. 카모플라주, 여장, 남장등도 변장의 일종이다.
현재 부분에 있어 변장이라면 라텍스 프로스테틱, 실리콘 마스크 등의 인피면구 비슷한 가면, 가발, 가짜 수염, 복면(얼굴 전체, 혹은 눈 밑까지 가리는 방식) 등이 사용되는데, 코스프레도 이에 속한 상태였는데, 스파이의 첩보 활동이나 영화에도 주로 사용되는 경우가 있었다. 물론 일본 전국시대에 활약했던 닌자나, 지금의 암살자, 도둑, 강도, 카카오톡 사칭범을 포함한 사기꾼도 마찬가지였다.

## 같이 보기
- 또 다른 자아
- 임퍼스네이터
- 탈